# WPP plc
WPP plc er en britisk multinational kommunikations-, reklame-, PR-, teknologi- og handelsvirksomhed. I 2019 var det verdens største reklamebureau. WPP plc fungerer som holdingselskab for en række af datterselskaber, der kendes under navne som: AKQA, BCW, CMI Media Group, Essence Global, Finsbury, Grey, Hill+Knowlton Strategies, Mindshare, Ogilvy, Wavemaker, Wunderman Thompson og VMLY&R. WPP er børsnoteret på London Stock Exchange og New York Stock Exchange.
Virksomheden blev etableret i 1971, som en producent af indkøbskurve med navnet Wire and Plastic Products plc. I 1985 var Martin Sorrell og Preston Rabl, på udkig efter en børsnoteret virksomhed, som de kunne benytte som et marketings-servicevirksomhed.
På det danske marked har WPP stået bag JWT Copenhagen, Ogilvy, Grey, AdPeople og Mannov, men er pr. 2023 kun til stede med mediebureauet GroupM og marketingvirksomheden Wunderman Thompson. 